# Mörkgölen (Mörlunda socken, Småland)
Mörkgölen är en sjö i Hultsfreds kommun i Småland och ingår i Emåns huvudavrinningsområde.